# Karp Pawłow
Karp Aleksandrowicz Pawłow (ros. Карп Александрович Павлов, ur. 1895 w Smoleńsku, zm. 18 maja 1957 w Moskwie) – funkcjonariusz radzieckich organów bezpieczeństwa, generał pułkownik.

## Życiorys
Od maja 1915 do sierpnia 1917 w rosyjskiej armii, od sierpnia 1917 do maja 1918 komisarz telegrafu Kolei Fińskiej, telefonista stanicy w Piotrogrodzie, komisarz telegrafu Ludowego Komisariatu Połączeń Drogowych Rosyjskiej Republiki Radzieckiej, od maja do lipca 1918 szef łączności Frontu Uralsko-Orenburskiego. Od lipca 1918 do września 1921 kolejno komisarz przyfrontowej Czeki 2 Armii, śledczy gubernialnej Czeki w Samarze, szef wydziału śledczego gubernialnej Czeki w Kazaniu, Samarze, Ufie i Omsku, zastępca szefa wydziału specjalnego i szef wydziału śledczego Wydziału Specjalnego Czeki 5 Armii, kierownik wydziału śledczego gubernialnej Czeki w Irkucku, śledczy omskiej gubernialnej Czeki i kierownik wydziału śledczego Nowo-Nikołajewskiej Gubernialnej Czeki. Od września 1918 w RKP(b), od września 1921 do lutego 1922 szef Działu Tajno-Operacyjnego Baszkirskiej Obwodowej Czeki, od lutego 1922 do kwietnia 1923 szef Działu Tajno-Operacyjnego gubernialnego oddziału GPU w Kursku, od 5 lipca 1923 do września 1924 szef gubernialnego oddziału GPU w Homlu. Od 22 listopada 1924 do 17 marca 1928 szef okręgowego oddziału GPU w Stawropolu, od 17 marca 1928 do 10 listopada 1929 szef czeczeńskiego obwodowego oddziału GPU, od 10 listopada 1929 do 1 października 1930 szef dońskiego okręgowego oddziału GPU, od 1 października 1930 do 31 marca 1931 szef Szachtyńsko-Donieckiego Sektora Operacyjnego GPU, od 31 marca 1931 do 8 września 1932 szef sektora operacyjnego GPU w Piatigorsku. Od 8 września 1932 do 10 lipca 1934 II zastępca pełnomocnego przedstawiciela OGPU przy Radzie Komisarzy Ludowych ZSRR na Kraj Wschodniosyberyjski, od 31 lipca do 17 grudnia 1934 zastępca szefa Zarządu NKWD na Kraj Wschodniosyberyjski, od 17 grudnia 1934 do 3 września 1936 szef Zarządu NKWD Kraju Krasnojarskiego, od 29 listopada 1935 starszy major bezpieczeństwa państwowego. Od 17 października 1936 do 29 czerwca 1937 zastępca szefa Zarządu NKWD Kraju Azowsko-Czarnomorskiego, od 29 czerwca do 20 października 1937 ludowy komisarz spraw wewnętrznych Krymskiej ASRR, w listopadzie-grudniu 1937 zastępca szefa, a od 21 grudnia 1937 do 8 czerwca 1938 szef trustu budowlanego „Dalstroj” NKWD ZSRR. Od 8 czerwca 1938 do 11 października 1939 szef Głównego Zarządu Budownictwa Dalekiej Północy NKWD ZSRR, 2 lutego 1939 awansowany na komisarza bezpieczeństwa państwowego III rangi, od 21 maja do 19 sierpnia 1940 zastępca szefa Zarządu Przemysłu Górniczo-Metalurgicznego Głównego Zarządu Poprawczych Obozów Pracy (Gułagu) NKWD ZSRR, od 18 września 1940 do 26 lutego 1941 szef Zarządu Zakładów Budowlanych i Przedsiębiorstw Górniczo-Rudnych Czarnej Metalurgii Głównego Zarządu Poprawczych Obozów Pracy NKWD ZSRR, w lipcu-sierpniu 1941 zastępca szefa, a od 23 sierpnia 1941 do maja 1942 szef Głównego Zarządu Budownictwa Obronnego NKWD ZSRR. Od 23 maja 1942 do 9 lipca 1946 szef Głównego Zarządu Dróg Szosowych NKWD/MWD ZSRR, od 9 lipca 1945 generał pułkownik, od 11 marca 1948 do 18 marca 1949 szef „Wołgodonstroja” (zarządu budowy kanału Wołga-Don) MWD ZSRR, następnie na emeryturze. Zastrzelił się w Moskwie.

## Odznaczenia
- Order Lenina (trzykrotnie – 1 lutego 1939, 20 października 1944 i 21 lutego 1945)
- Order Czerwonego Sztandaru (dwukrotnie – 21 lutego 1942 i 3 listopada 1944)
- Order Czerwonego Sztandaru Pracy (20 września 1943)
- Odznaka „Honorowy Funkcjonariusz Czeki/GPU (V)”

I 5 medali.